# Eymir, Sorgun
Eymir là một thị trấn thuộc huyện Sorgun, tỉnh Yozgat, Thổ Nhĩ Kỳ. Dân số thời điểm năm 2010 là 1.833 người.